# 高陵君显
高陵君显，名显，姓不详，高陵为琅邪郡属县。秦末汉初人物，齐王田市属下的封君。
前208年，楚国武信君项梁东阿击败了秦朝章邯的军队，于是轻视秦军，神色骄傲。宋义劝说他，将领骄傲、士兵怠惰，定会失败。项梁不听，派宋义出使齐国。宋义在途中，遇到齐国的使者高陵君显，问高陵君道：“公将去见武信君吗？”高陵君显回答是。宋义说：“我论定武信君必败。高陵君慢点去，可免遭一死，快步赶去将会遭祸。”秦二世调大军增援章邯，在定陶大败楚军，项梁战死。次年，章邯围赵时，高陵君显正在楚国，就进见楚怀王推荐宋义：“之前，宋义论定武信君必败，几天后，武信君果然失败。军队尚未开战，就预见到了败亡之兆，这可以说是知兵了！”楚怀王于是召来宋义，任命他为上将军，项羽为次将，范增为末将，领兵去援救赵国，号称宋义为“卿子冠军”。